# Bemelerbosgroeve II

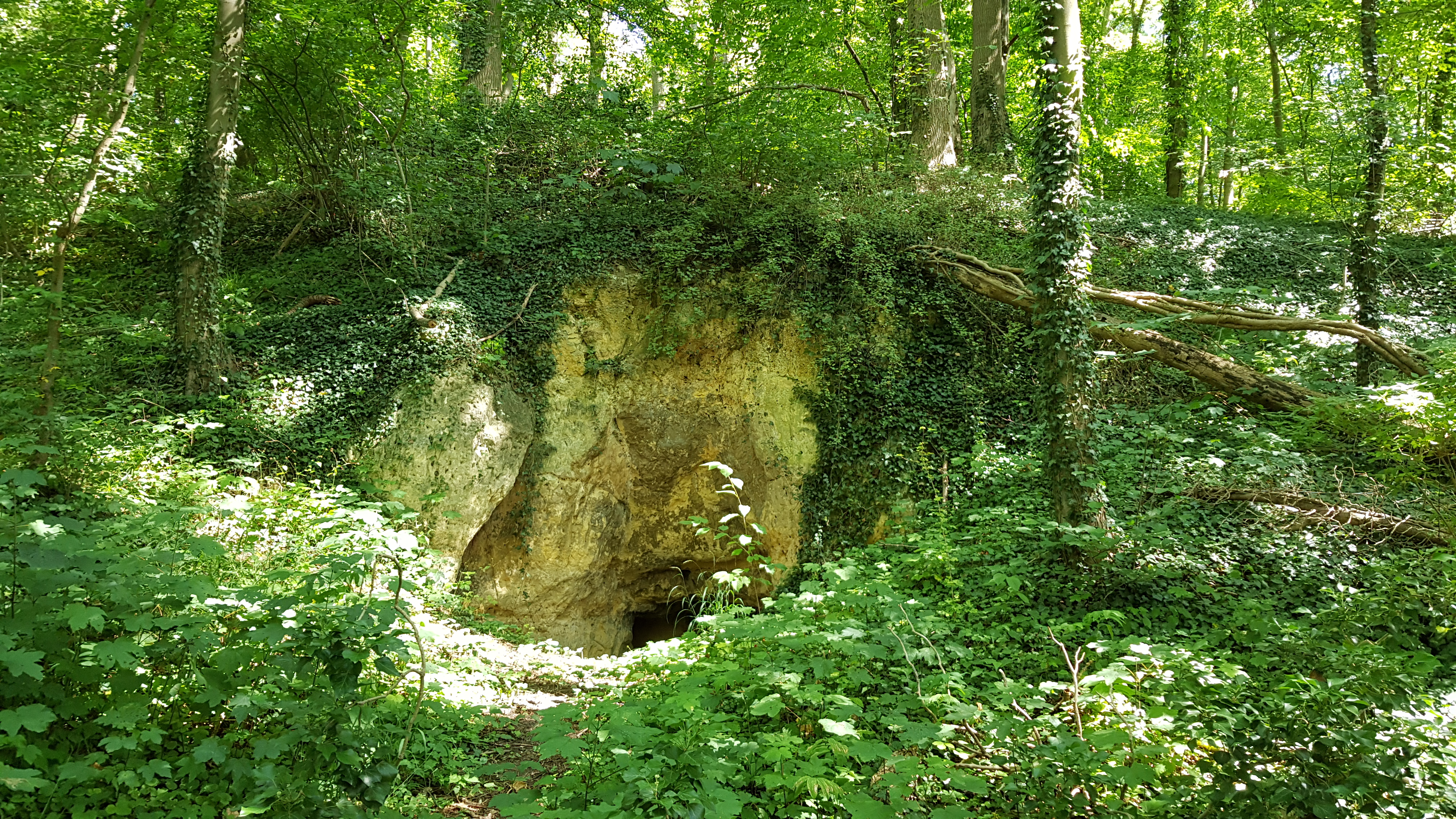
ingang van Bemelerbosgroeve II

De Bemelerbosgroeve II of Bemelerboschgroeve II is een Limburgse mergelgroeve in de Nederlandse gemeente Eijsden-Margraten. De groeve ligt ten oosten van Bemelen in het Bemelerbos op de westelijke helling van de Mettenberg. De groeve ligt aan de westelijke rand van het Plateau van Margraten in de overgang naar het Maasdal. In de omgeving duikt het plateau een aantal meter steil naar beneden. De groeve ligt in het gebied van Bemelerberg & Schiepersberg.
Op ongeveer 150 meter naar het noordoosten ligt de Bemelerbosgroeve I, op ongeveer 200 meter naar het noordoosten ligt de Bemelerbosgroeve III en op ongeveer 300 meter naar het zuiden liggen de Mettenberggroeve I, Mettenberggroeve II en Mettenberggroeve III. Op ongeveer 150 meter ten zuiden van de ingang van de groeve ligt de Mariagrot in het bos.

## Geschiedenis
De groeve werd door blokbrekers ontgonnen voor de winning van kalksteenblokken.

## Groeve
Een deel van de ingang van de groeve is ingestort. Deze kleine groeve heeft in de gang een dalwandbreuk, maar in 2016 gaf die geen gevaar.
De groeve ligt op het terrein van het Het Limburgs Landschap.